# 第61回ダヴィッド・ディ・ドナテッロ賞
第61回ダヴィッド・ディ・ドナテッロ賞（だい61かいダヴィッド・ディ・ドナテッロしょう）の授賞式は、2016年4月18日にローマで行われた。
ノミネートは2016年3月22日に発表された。『皆はこう呼んだ、鋼鉄ジーグ』と『Non essere cattivo』が最多16件のノミネートを獲得し、『皆はこう呼んだ、鋼鉄ジーグ』が最多8部門で受賞した。

## 受賞とノミネート一覧
太字が受賞者。

### 作品賞
- おとなの事情 Perfetti sconosciuti（監督：パオロ・ジェノヴェーゼ）
- 海は燃えている　～イタリア最南端の小さな島～ Fuocoammare（監督：ジャンフランコ・ロージ）
- 五日物語　-3つの王国と3人の女- Il racconto dei racconti（監督：マッテオ・ガッローネ）
- Non essere cattivo（監督：クラウディオ・カリガーリ）
- グランドフィナーレ Youth - La giovinezza（監督：パオロ・ソレンティーノ）

### 監督賞
- マッテオ・ガッローネ（『五日物語　-3つの王国と3人の女-』）
- ジャンフランコ・ロージ（『海は燃えている　～イタリア最南端の小さな島～』）
- クラウディオ・カリガーリ（『Non essere cattivo』）
- パオロ・ジェノヴェーゼ（『おとなの事情』）
- パオロ・ソレンティーノ（『グランドフィナーレ』）

### 新人監督賞
- ガブリエーレ・マイネッティ（『皆はこう呼んだ、鋼鉄ジーグ』[1]）
- カルロ・ラヴァーニャ（『Arianna』）
- アドリアーノ・ヴァレリオ（『Banat (Il viaggio)』）
- ピエロ・メッシーナ（『待つ女たち』）
- フランチェスコ・ミッチケ、ファビオ・ボニファッチ（『Loro chi？』）
- アルベルト・カヴィーリャ（『Pecore in erba』）

### 脚本賞
- パオロ・ジェノヴェーゼ、フィリッポ・ボローニャ、パオロ・コステッラ 、パオラ・マンミーニ、ローランド・ラヴェッロ（『おとなの事情』）
- マッテオ・ガッローネ、エドアルド・アルビナーティ、ウーゴ・キーティ、マッシモ・ガウディオーゾ（『五日物語　-3つの王国と3人の女-』）
- ニコラ・グアリャノーネ、メノッティ（『皆はこう呼んだ、鋼鉄ジーグ』）
- クラウディオ・カリガーリ、フランチェスカ・セラフィーニ、ジョルダーノ・メアッチ（『Non essere cattivo』）
- パオロ・ソレンティーノ（『グランドフィナーレ』）

### プロデューサー賞
- ガブリエーレ・マイネッティ（Goon Films）、Rai Cinema（『皆はこう呼んだ、鋼鉄ジーグ』）
- 21uno Film、Stemal Entertainment、Istituto Luce Cinecittà、Rai Cinema、Les Films d'Ici、Arte France Cinéma（『海は燃えている　～イタリア最南端の小さな島～』）
- Archimede、Rai Cinema（『五日物語　-3つの王国と3人の女-』）
- パオロ・ボーニャ、シモーネ・イゾラ、ヴァレリオ・マスタンドレア（Kimera Film）Rai Cinema、Taodue Film、ピエトロ・ヴァルセッキ、Leone Film Group（『Non essere cattivo』）
- ニコラ・ジュリアーノ、フランチェスカ・チーマ、カルロッタ・カローリ（Indigo Film）（『グランドフィナーレ』）

### 主演女優賞
- イレニア・パストレッリ（『皆はこう呼んだ、鋼鉄ジーグ』）
- パオラ・コルテッレージ（『Gli ultimi saranno ultimi』）
- サブリナ・フェリッリ（『私と彼女』[2]）
- ジュリエット・ビノシュ（『待つ女たち』[2]）
- ヴァレリア・ゴリーノ（『あなたたちのために』[2]）
- アンナ・フォリエッタ（『おとなの事情』）
- アストリッド・ベルジェス・フリスベイ（『アラスカ』）

### 主演男優賞
- クラウディオ・サンタマリア（『皆はこう呼んだ、鋼鉄ジーグ』）
- ルカ・マリネッリ（『Non essere cattivo』）
- アレッサンドロ・ボルギ（『Non essere cattivo』）
- ヴァレリオ・マスタンドレア（『おとなの事情』）
- マルコ・ジャッリーニ（『おとなの事情』）

### 助演女優賞
- アントニア・トルッポ（『皆はこう呼んだ、鋼鉄ジーグ』）
- ピエラ・デッリ・エスポスティ（『Assolo』）
- エリザベッタ・デ・ヴィート（『Non essere cattivo』）
- ソニア・ベルガマスコ（『Viva！公務員』[3]）
- クラウディア・カルディナーレ（『Ultima fermata』）

### 助演男優賞
- ルカ・マリネッリ（『皆はこう呼んだ、鋼鉄ジーグ』）
- ヴァレリオ・ビナスコ（『アラスカ』）
- ファブリツィオ・ベンティヴォリオ（『Gli ultimi saranno ultimi』）
- ジュゼッペ・バッティストン（『La felicità è un sistema complesso』）
- アレッサンドロ・ボルギ（『暗黒街』）

### 撮影賞
- ピーター・サシツキー（『五日物語　-3つの王国と3人の女-』）
- ミケーレ・ダッタナジオ（『皆はこう呼んだ、鋼鉄ジーグ』）
- マウリツィオ・カルヴェージ（『Non essere cattivo』）
- パオロ・カルネラ（『暗黒街』）
- ルカ・ビガッツィ（『グランドフィナーレ』）

### 作曲賞
- デヴィッド・ラング（『グランドフィナーレ』）
- アレクサンドル・デスプラ（『五日物語　-3つの王国と3人の女-』）
- エンニオ・モリコーネ（『ある天文学者の恋文』）
- ミケーレ・ブラガ、ガブリエーレ・マイネッティ（『皆はこう呼んだ、鋼鉄ジーグ』）
- パオロ・ヴィヴァルディ、アレッサンドロ・サルティーニ（『Non essere cattivo』）

### オリジナル歌曲賞
- Simple Song #3 - 作詞・作曲：デヴィッド・ラング、歌：スミ・ジョー（『グランドフィナーレ』）
- Torta di noi - 作詞・作曲・歌：ニコロ・コンテッサ（『La felicità è un sistema complesso』）
- A cuor leggero - 作詞・作曲・歌：リッカルド・シニガリア（『Non essere cattivo』）
- Perfetti sconosciuti - 作曲：Bungaro、チェーザレ・キオード、作詞・歌：フィオレッラ・マンノイア（『おとなの事情』）
- La prima Repubblica - 作詞・作曲・歌：ケッコ・ザローネ（『Viva！公務員』）

### 美術賞
- ディミトリ・カプアーニ、アレッシア・アンフーゾ（『五日物語　-3つの王国と3人の女-』）
- マウリツィオ・サバティーニ（『ある天文学者の恋文』）
- マッシミリアーノ・ストゥリアーレ（『皆はこう呼んだ、鋼鉄ジーグ』）
- ジャーダ・カラブリア（『Non essere cattivo』）
- パキ・メドゥーリ（『暗黒街』）
- ルドヴィーカ・フェッラーリオ（『グランドフィナーレ』）

### 衣装デザイン賞
- マッシモ・カンティーニ・パッリーニ（『五日物語　-3つの王国と3人の女-』）
- ジェンマ・マスカーニ（『ある天文学者の恋文』）
- メアリー・モンタルト（『皆はこう呼んだ、鋼鉄ジーグ』）
- キアラ・フェランティーニ（『Non essere cattivo』）
- カルロ・ポッジョーリ（『グランドフィナーレ』）

### メイクアップ賞
- ジーノ・タマニーニ、ヴァルテル・カゾット、ルイジ・ダンドレア（『五日物語　-3つの王国と3人の女-』）
- エンリコ・イアコポーニ（『ある天文学者の恋文』）
- ジュリオ・ペッツァ（皆はこう呼んだ、鋼鉄ジーグ』）
- リディア・ミニ（『Non essere cattivo』）
- マウリツィオ・シルヴィ（『グランドフィナーレ』）

### ヘアスタイリスト賞
- フランチェスコ・ペゴレッティ（『五日物語　-3つの王国と3人の女-』）
- エレナ・グレゴリーニ（『ある天文学者の恋文』）
- アンジェロ・ヴァネッラ（『皆はこう呼んだ、鋼鉄ジーグ』）
- シャリム・サバティーニ（『Non essere cattivo』）
- アルド・シニョレッティ（『グランドフィナーレ』）

### 編集賞
- アンドレア・マグオーロ、フェデリーコ・コンフォルティ（『皆はこう呼んだ、鋼鉄ジーグ』）
- ヤコポ・クアドリ（『海は燃えている　～イタリア最南端の小さな島～』）
- コンスエロ・カトゥッチ（『おとなの事情』）
- パトリツィオ・マローネ（『暗黒街』）
- クリスティアーノ・トラヴァリョーリ（『グランドフィナーレ』）

### 録音賞
- アンジェロ・ボナンニ（『Non essere cattivo』）
- マリチェッタ・ロンバルド（『五日物語　-3つの王国と3人の女-』）
- ヴァレンティノ・ジャンニ（『皆はこう呼んだ、鋼鉄ジーグ』）
- ウンベルト・モンテサンティ（『おとなの事情』）
- エマヌエーレ・チェチェーレ（『グランドフィナーレ』）

### デジタル効果賞
- Makinarium（『五日物語　-3つの王国と3人の女-』）
- EDI（『Game Therapy』）
- Chromatica（『皆はこう呼んだ、鋼鉄ジーグ』）
- Visualogie（『暗黒街』）
- Peerless（『グランドフィナーレ』）

### 長編ドキュメンタリー賞
- S is for Stanley - Trent'anni dietro al volante per Stanley Kubrick（監督：アレックス・インファシェッリ）
- I bambini sanno（監督：ワルテル・ヴェルトローニ）
- Harry's Bar（監督：カルロッタ・チェルクエッティ）
- Louisiana (The Other Side)（監督：ロベルト・ミネルヴィーニ）
- Revelstoke. Un bacio nel vento（監督：ニコラ・モルッツィ）

### 短編映画賞
- Bellissima（監督：アレッサンドロ・カピターニ）
- A metà luce 2016（監督：アンナ・ジガンテ）
- Dove l'acqua con altra acqua si confonde（監督：ジャンルーカ・マンジャシュッティ、マッシモ・ロイ）
- La ballata dei senzatetto（監督：モニカ・マンガネッリ）
- Per Anna（監督：アンドレア・ズリアーニ）

### EU映画賞
- サウルの息子（監督：ネメシュ・ラースロー）
- さざなみ（監督：アンドリュー・ヘイ）
- 神様メール（監督：ジャコ・ヴァン・ドルマル）
- ロープ　戦場の生命線（監督：フェルナンド・レオン・デ・アラノア）
- リリーのすべて（監督：トム・フーパー）

### 外国映画賞
- ブリッジ・オブ・スパイ（監督：スティーブン・スピルバーグ）
- キャロル（監督：トッド・ヘインズ）
- スポットライト　世紀のスクープ（監督：トム・マッカーシー）
- インサイド・ヘッド（監督：ピート・ドクター）
- 手紙は憶えている（監督：アトム・エゴヤン）

### ヤング・ダヴィッド賞
- ある天文学者の恋文（監督：ジュゼッペ トルナトーレ）
- アラスカ（監督：クラウディオ・クペッリーニ）
- Gli ultimi saranno ultimi（監督：マッシミリアーノ・ブルーノ）
- Non essere cattivo（監督：クラウディオ・カリガーリ）
- Viva！公務員 Quo vado?（監督：ジェンナーロ・ヌンツィアンテ）

### ダヴィッド特別賞
- パオロ＆ヴィットリオ・タヴィアーニ
- ジーナ・ロロブリジーダ

### メルセデス・ベンツ・フューチャー・アワード
- 皆はこう呼んだ、鋼鉄ジーグ Lo chiamavano Jeeg Robot（監督：ガブリエーレ・マイネッティ）
- アラスカ Alaska（監督：クラウディオ・クペッリーニ）
- Louisiana (The Other Side)（監督：ロベルト・ミネルヴィーニ）
- 暗黒街 Suburra（監督：ステファノ・ソリマ）